# Bảo tàng Quốc gia Bardo
Bảo tàng Quốc gia Bardo (tiếng Ả Rập: المتحف الوطني بباردو; tiếng Pháp: Musée national du Bardo) là một bảo tàng ở Tunis, Tunisia.
Bảo tàng lưu giữ một bộ sưu tập các  tác phẩm chạm khảm thời La Mã và các cổ vật khác từ thời kỳ  Hy Lạp cổ đại, Tunisia, và Hồi giáo. Các hiện vật được trưng bài khá đá dạng, từ những di vật tiền sử đến các món trang sức hiện đại.